# 邯郸市第三中学
邯郸市第三中学，位于河北省邯郸市和平路中段。 

## 学校历史
邯郸市第一中学始建于始建于1956年，系市级重点中学，1999年经省教委批准，挂牌创立"河北省第八外国语高中"，现为"河北邯郸外国语学校"，2004年6月被省教育厅认定为河北省省级示范性高中。